# Municipio de Progress
El municipio de Progress (en inglés, Progress Township) es un municipio del condado de Wells, Dakota del Norte, Estados Unidos. Tiene una población estimada, a mediados de 2023, de 17 habitantes.
Abarca una zona exclusivamente rural.

## Geografía
Está ubicado en las coordenadas 47°22′41″N 99°42′53″O / 47.37806, -99.71472 (47.377941, -99.714625). Según la Oficina del Censo, tiene una superficie total de 93.15 km², de los cuales 90.40 km² corresponden a tierra firme y 2.75 km² están cubiertos de agua.

## Demografía
Según el censo de 2020, en ese momento había 13 personas residiendo en la zona. La densidad de población era de 0.14 hab./km². La totalidad de los habitantes eran blancos. No había hispanos o latinos viviendo en la región.